# Pierre Sautreuil
 (mars 2018).
Pierre Sautreuil, né le 21 septembre 1993 à Beauvais, est un journaliste français.

## Biographie
À Sciences Po, il contribue au journal étudiant La Péniche.
En 2014, il est pigiste pour L'Obs en Russie puis en Ukraine.
En 2015, il est lauréat du prix Bayeux-Calvados des correspondants de guerre, catégorie « jeune reporter », pour son reportage « Nouvelle Russie » publié dans L'Obs,. 
En 2016, il est diplômé en journalisme à Sciences Po Paris. Après un passage au Figaro, il est journaliste à La Croix.
En 2018, il publie aux éditions Grasset Les Guerres perdues de Youri Beliaev, un livre dans lequel il brosse le portrait d’un mercenaire russe rencontré dans le Donbass,. Ce récit lui vaut le prix du Livre du Réel et le prix Hervé Ghesquière 2019.